# Heidi
Heidi je ženské křestní jméno. Původem zkrácenina germánského jména Adalheid znamenající bytost. Jméno je odvozené ze starogermánského slov haidu „laskavost“, „jemnost“, „zjev“. Nověji utvořené jméno je Heidrún, což znamená „zázračná bytost“. Svátek slaví 27. července podle finského kalendáře či 16. prosince (dle německého kalendáře).
Heidrún je v severské mytologii jméno kozy, která jí listy ze stromu života a vyrábí medovinu v jejím vemenu.

## Známé nositelky
- Heidi Janků, česká zpěvačka, moderátorka a herečka
- Heidi Klumová, německá modelka
- Heidi Goossensová, belgická judistka
- Heidi Neururerová, rakouská profesionální snowboardistka
- Heidi Marianne Pelttari, finská hokejistka
- Heidi Rakelsová, belgický judistka
- Heidi Tagliaviniová, švýcarská diplomatka
- Heidi Tofflerová, americká futurologička a publicistka
- Heidi Wengová, norská běžkyně na lyžích
- Heide Wollertová, německá judistka

## Nositelky jména Heidrún
- Edda Heidrún Backman, islandská herečka
- Heidrun Bluhm, německá politička
- Heidrun Breier, rumunsko-německo-chilská herečka
- Heidrun Gerzymisch, německá sochařka a profesorka
- Heidrun Hartmann, německá botanička
- Heidrun Huwyler, švýcarská postimpresionistická malířka
- Heidrun Mohr-Mayer německá zlatnice a filantropka

## Fiktivní nositelky
- Heidi, děvčátko z hor (org. Heidi) je známý dětský román švýcarské spisovatelky Johanny Spyri 1937 Heidi – děvčátko z hor (org. Heidi)